# Ah! ça ira
Ah! ça ira (někdy jen Ça ira!, francouzsky "Půjde to") je známá revoluční píseň, jeden ze symbolů francouzské revoluce. První zmínky o ní jsou z května 1790, její text existuje v mnoha verzích, patetických i vulgárních, všechny verze mají ale společný refrén ("Ah ! ça ira, ça ira, ça ira!"). Údajně ji napsal pouliční zpěvák Ladré na starší melodii, napsanou houslistou Bécourtem, a jeho píseň se okamžitě stala velmi populární. Údajně se její melodie líbila i královně Marii Antoinettě, která ji často hrála na svém spinetu.
Původní verze písně obsahuje celou řadu intelektuálních narážek, oslavuje politické změny k lepšímu a kritizuje šlechtu. Populárnější je ale kratší a lidová verze sansculottská, která lidovým, místy vulgárním jazykem vybízí k násilí a popravám šlechticů a deklaruje všeobecnou rovnost (proslulý refrén: Ah! ça ira, ça ira, ça ira les aristocrates à la lanterne! Ah! ça ira, ça ira, ça ira les aristocrates on les pendra! – Půjde to, půjde to, půjde to, šlechtici půjdou na lucerny, půjde to, půjde to, půjde to, šlechtice pověsíme!"). V období direktoria bylo povinné ji veřejně zpívat, v období konzulátu byla zakázána. Dodnes je tato píseň ve Francii velmi známá a pokládá se za jeden ze symbolů velké francouzské revoluce.
Později však byla zastíněna populárnější Marseillaisou.